# Zana
Pour les articles homonymes, voir Zana (homonymie).
Zana ( dont le nom latin est Diana Veteranorum) est un site archéologique situé sur le territoire de la commune de Zana El Beida dans la wilaya de Batna, en Algérie, à mi-chemin entre Ain Djasser et la ville de Batna. Il s'agit des ruines de la cité de Diana Veteranorum en Numidie. Une importante inscription y a été retrouvée et publié en 1956, il s'agit du cursus de Valerius Maximianus, général de Marc Aurèle. Restent aujourd'hui deux arcs de triomphe ainsi que les restes d'un temple et du forum. Ce site est à l'abandon aujourd'hui. Sur place, rien ne protège les ruines ou les dalles qui jonchent le sol. C'est aujourd'hui un Siège titulaire du nom de Diana.

## Histoire
Diana Veteranorum est située dans la province de Numidie, à 40 kilomètres au nord-ouest du camp légionnaire de Lambèse, garnison de la troisième légion Auguste, à 85 kilomètres au sud-ouest de Cirta, la grande cité de Numidie et à une quarantaine de kilomètres à l'est du poste douanier de Zaraï qui contrôlait le passage avec la Maurétanie Césarienne. Comme on peut le deviner à partir de son nom latin (Diana Veteranorum) l'agglomération romaine était à l'origine une bourgade où s'installèrent des vétérans, peut-être dès l'époque flavienne, en liaison vraisemblablement avec un établissement indigène. Au départ simple vicus, l'agglomération devint assez grande rapidement et put recevoir le statut de municipe dès le règne de Trajan sans doute, en tout cas avant le règne d'Antonin le Pieux. La cité bénéficiait d'un territoire assez étendu : des bornes milliaires indique qu'il s'étendait au moins à 26 km à l'ouest de la ville, à 15 km au sud-ouest, à 16 km au nord, à 20 km au nord-ouest. Diana se trouvait sur un nœud routier, ce qui lui conféra une importance économique régionale non négligeable et explique probablement la rapidité de son développement, dans le cadre de liaisons fortes avec la garnison militaire de Lambèse, dont elle était un avant-poste : vers 185 les décurions de la cité se cotisèrent pour honorer le légat de la légion Valerius Maximianus, qui était aussi le patron de certains des notables de la cité.

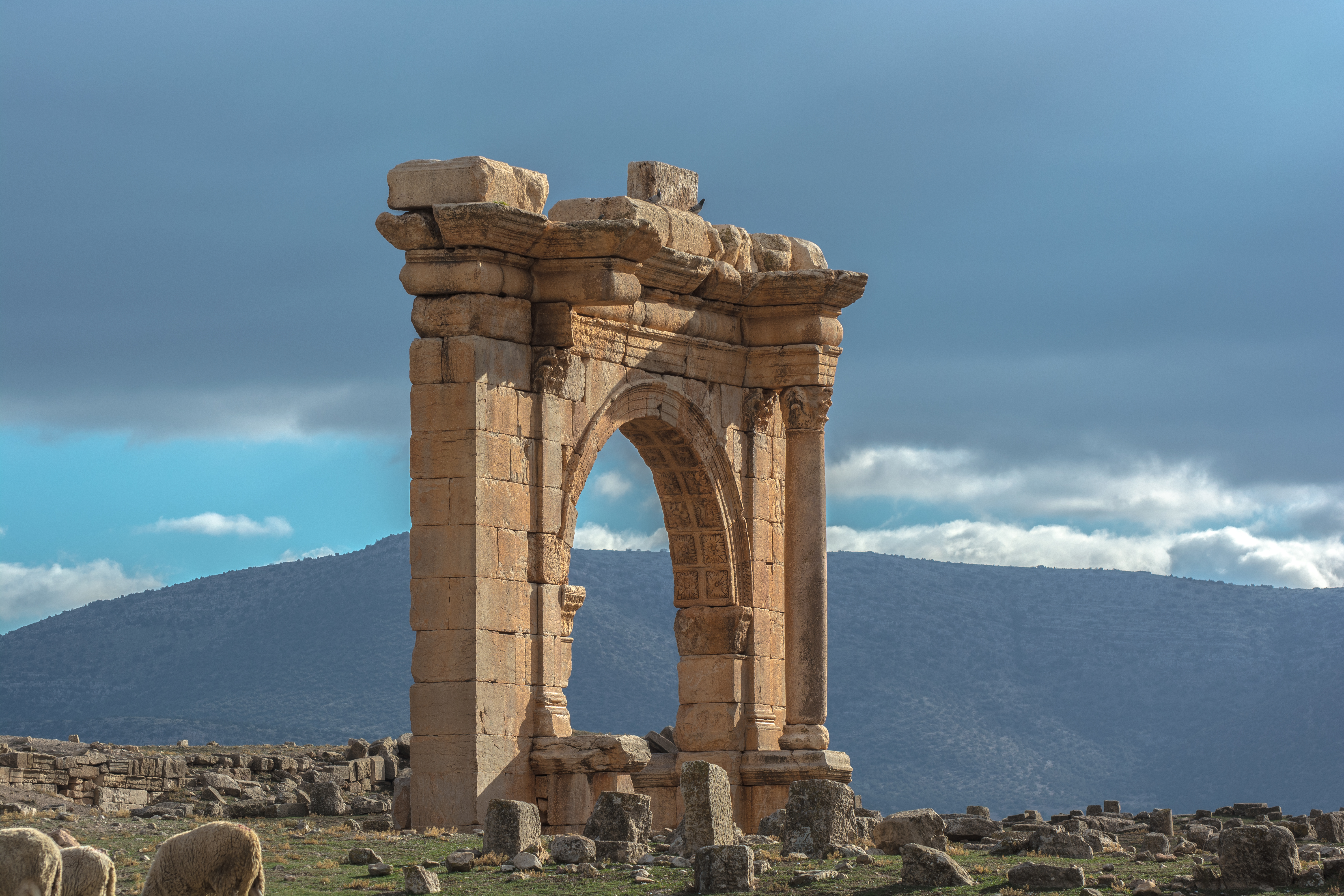
Arc Diana Veteranorum

Comme dans d'autres parties de la Numidie la région de Diana Veteranorum fut sans doute fortement touchée par le donatisme. C'est en effet non loin de Zana, dans un lieu-dit nommé Nova Petra, qu'un certain Marculus mourut dans des conditions suspectes le 29 novembre 347. Pour ses coreligionnaires donatistes, il avait été exécuté par les catholiques qui l'auraient jeté dans le vide. Pour ces derniers, il s'était suicidé de manière rituelle. Le martyre donatiste de Marculus connut une longue vénération chez les donatistes et sa passion fut évoquée en 411 à la conférence de Carthage. On a aussi retrouvé à Ksar el-Kelb une memoria des reliques de Marculus. Une basilique chrétienne est connue à Zana, se trouvant sur le site du forum.
À l'époque byzantine, un fortin fut construit à proximité du forum, ses fortifications réutilisèrent l'arc de Macrin. Une plus grande forteresse fut aussi édifiée à une centaine de mètres, comportant quatre tours d'angles.

## Fouilles archéologiques

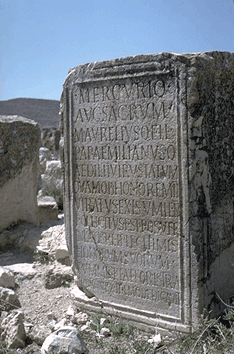
Inscription latine d'époque romaine visible à Zana

Zana a peu fait l'objet de campagnes d'explorations et de fouilles méthodiques, sauf entre les deux guerres mondiales, en revanche elle a fait l'objet de nombreuses explorations archéologiques, souvent destinées à trouver des inscriptions latines. Les premières explorations archéologiques sur le site eurent lieu au milieu du XIXe siècle, dès 1850 Léon Renier dégage la basilique, puis des explorations reprennent à la fin du XIXe. Gustav Wilmanns puis Emile Masqueray mènent des prospections épigraphiques dans les années 1870, puis c'est Stéphane Gsell dans les années 1880-1890 tandis que Charles Diehl menait en 1882 une mission archéologique pour étudier les ruines byzantines. À partir de 1928 plusieurs campagnes de fouilles furent dirigées par Jeanne Alquier, le forum et une partie de ses abords furent dégagés. À la fin des années 1940 et au début des années 1950 des fouilles de R. Godet supervisées par Louis Leschi entraînèrent d'importantes découvertes épigraphiques. Le site a encore fait l'objet d'une brève exploration épigraphique en 1964.